# 그나이우스 코르넬리우스 스키피오 칼부스
그나이우스 코르넬리우스 스키피오 칼부스(라틴어: Gnaeus Cornelius Scipio Calvus 그나이우스 코르넬리우스 스키피오 칼우스[*], 기원전 211년 사망)는 로마 공화정의 장군이자 정치가이다. 유명한 로마의 코르넬리우스 가문의 일원으로 동생은 푸블리우스 코르넬리우스 스키피오로 유명한 스키피오 아프리카누스의 아버지이다.
기원전 222년 클라우디우스 마르켈루스와 함께 집정관이 된 이래로 다섯번 집정관직을 역임하였다. 같은 이름의 삼촌과 구분하기 위해 칼부스라는 별칭이 붙었다.
제2차 포에니 전쟁 당시 동생 푸블리우스와 함께 히스파니아에서 한니발의 동생 하스드루발 바르카의 카르타고군과 싸워 전선에 묶어 두는 데 공을 세웠으나 기원전 211년 베이티스강에서 동생이 전사하고 곧이어 그나이우스도 전사하였다.